# David Glasgow Farragut

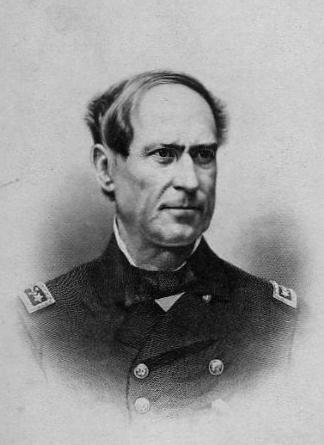
David Glasgow Farragut, 1866

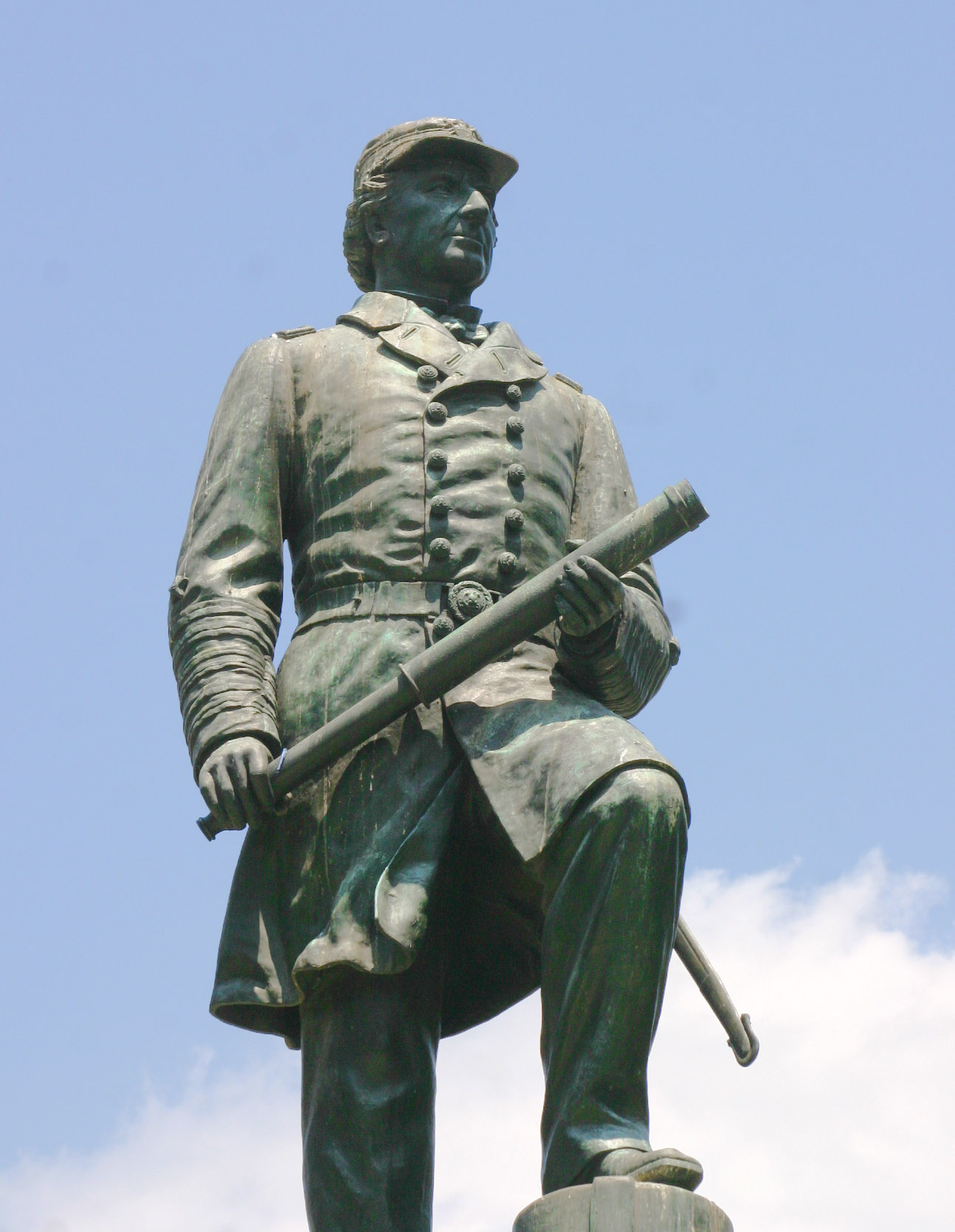
Statue von Vinnie Ream am Farragut Square in Washington, D.C.

David Glasgow Farragut (* 5. Juli 1801 in Knoxville, Tennessee; † 14. August 1870 in Portsmouth, New Hampshire) war ein US-amerikanischer Marineoffizier des 19. Jahrhunderts.

## Leben

### Familie
Farraguts Vater Jorge Farragut Mesquida stammte von der Insel Menorca und diente, nachdem er nach Amerika gekommen war, in der Kontinentalarmee. Gegen Ende des Krieges ließ er sich in Knoxville, Tennessee, nieder, wo ihm von der Regierung ein Stück Land gegeben wurde. Dort kam David Glasgow Farragut zur Welt.
Seinen Vornamen erhielt er zu Ehren von Captain David Porter, der den früh verwaisten Farragut adoptierte und mit zur See nahm. Das Verhältnis zu seinen Stiefbrüdern William Porter und David Dixon Porter, die später ebenfalls eine bedeutende Rolle auf Unionsseite im Bürgerkrieg spielen sollten, blieb allerdings zeitlebens getrübt. Der Mittelname war wahrscheinlich der Familienname seiner schottischen Mutter.
Farragut heiratete am 24. September 1823 Susan C. Marchant, die am 27. Dezember 1840 verstarb. In zweiter Ehe heiratete er am 26. Dezember 1843 Virginia Loyall. Sie hatten einen Sohn namens Loyall Farragut.

### Marineausbildung und Dienst
Im Alter von neun Jahren trat er in die U.S. Navy ein. Im Krieg von 1812 wurde er, obwohl er noch ein Junge war, mit wichtigen Missionen beauftragt.
Obwohl gebürtiger Südstaatler und mit einer Frau aus Virginia verheiratet, stellte er sich ganz auf die Seite der Union und gegen Ende des ersten Jahres des Amerikanischen Bürgerkrieges wurde ihm ein wichtiges Kommando übertragen. Er befehligte eine Flottille, die New Orleans im April 1862 erobern sollte. Grundlage seines Ruhmes war der Durchbruch seiner Flottille auf dem Fluss vorbei an den Forts am 24. April 1862. Dieser verursachte den Fall der Stadt am 28. April und ihre Übergabe an die Nordstaaten unter Benjamin Franklin Butler. Am 28. Juni überrannte er die Geschützbatterien von Vicksburg und im folgenden Jahr nahm er teil an der Eroberung von Fort Hudson und der endgültigen Öffnung des Mississippi. 1863 war er als Konteradmiral Kommandeur des Blockadegeschwaders, das die Küste von Texas und Louisiana kontrollieren sollte. Das wichtigste Ereignis in Farraguts Leben war die Schlacht von Mobile Bay am 5. August 1864. Seine Übersicht während der Schlacht vom Mast seines Flaggschiffes Hartford aus wurde zu einer der bekanntesten Episoden des amerikanischen Bürgerkrieges. Nachdem die USS Tecumseh (1863) auf eine Mine gelaufen war, gab er hier die bis heute in den USA berühmte Parole heraus: “Damn the torpedos! Full speed ahead!” (deutsch: „Zum Teufel mit den Torpedos! Volle Kraft voraus!“).
Aufgrund seiner nachlassenden Gesundheit beorderte das Marineministerium Farragut im Dezember für eine Erholungspause nach Hause. Bei seiner Ankunft in New York wurde er als Nationalheld empfangen. Ein Geschäftsmann schenkte ihm $50,000 zum Kauf eines Hauses in New York. Am 21. Dezember 1864 beförderte Lincoln Farragut zum Vizeadmiral. Im April des folgenden Jahres kehrte Farragut zu seinen Aufgaben zurück und diente entlang des James River. Nach dem Fall von Richmond betrat Farragut zusammen mit Generalmajor George H. Gordon die Stadt, nur kurz vor dem Eintreffen von Präsident Abraham Lincoln. Nach dem Krieg schuf 1866 der Kongress den Rang eines Admirals und beförderte Farragut in diesen Rang. Damit war er der erste Admiral der United States Navy.
1867 besuchte er mit seinem Schiff Franklin Europa. Die Ernennung als „Abgesandter“ war eine ehrenvolle Auszeichnung, jedoch ohne politische oder maritime Bedeutung: Die Franklin war, in jeder Hinsicht, vorerst eine Yacht, die Farragut zur Verfügung stand. Ihre Ankunft in den verschiedenen Häfen war das Signal für den Austausch internationaler Höflichkeiten, Unterhaltung und soziale Fröhlichkeit. Sie kehrte 1868 nach Amerika zurück und Farragut trat in den Ruhestand.
Er wurde auf dem Woodlawn Cemetery in New York begraben. Mehr als 10.000 Matrosen und Soldaten marschierten in seinem Trauerzug, darunter auch Präsident Ulysses S. Grant.

## Ehrungen, Verschiedenes
- Nach Farragut wurden fünf Kriegsschiffe der Navy benannt. Eines war das Typschiff einer Farragut-Klasse von 1934, ein weiteres das der Farragut-Klasse von 1960.
- Er war außerdem der Namensgeber für den Farragut Square in Washington, D.C., wo sich eine Statue von ihm befindet.
- Es wurden in Idaho am Lake Pend Oreille ein Ausbildungslager der U.S. Navy mit Farragut Naval Training Station und später der Farragut State Park nach ihm benannt.
- Die Schulen auf der Marinebasis Rota erhielten seinen Namen.
- In der Historischen Rangordnung der höchsten Offiziere der Vereinigten Staaten wird er auf dem hohen sechsten Rang geführt.
- Farragut war Mitglied im Bund der Freimaurer (Lodge No. 1) in Portsmouth.[4]
- In dem Film Unter falscher Flagge aus dem Jahr 1952 wird Farragut von Scott Brady dargestellt.